# 南山田村 (大分県)
南山田村（みなみやまだむら）は、大分県玖珠郡にあった村。現在の九重町の一部にあたる。

## 地理
玖珠川の左岸に位置していた。

## 歴史
- 1889年（明治22年）4月1日、町村制の施行により、玖珠郡町田村、菅原村、引治村、粟野村が合併して村制施行し、南山田村が発足[1][2]。旧村名を継承した町田、菅原、引治、粟野の4大字を編成[2]。
- 1916年（大正5年）南山田郵便局開設[2]
- 1922年（大正11年）町田第1発電所操業（大字町田栗原）[2]。
- 1955年（昭和30年）2月1日、玖珠郡野上町、飯田村、東飯田村と合併し、九重町を新設して廃止された[1][2]。

## 産業
- 農業、商業、交通業[2]

### 鉱山
- 引治金山[2]

## 交通

### 鉄道
- 1929年（昭和4年）国有鉄道久大線（現久大本線）が開通し引治駅（大字町田）開設[2]。
- 1937年（昭和12年）国有鉄道宮原線開通し町田駅（大字町田）・宝泉寺駅（大字菅原）開設[2]。1954年（昭和29年）麻生釣駅（大字菅原）開設[2]。

## 観光
- 宝泉寺温泉、壁湯温泉、川底温泉[2]